# Michael Shine
Michael Shine (Michael Lyle „Mike“ Shine; * 19. September 1953 in Warren, Pennsylvania) ist ein ehemaliger US-amerikanischer Hürdenläufer, der sich auf die 400-Meter-Distanz spezialisiert hatte.
1976 qualifizierte er sich bei den US-Ausscheidungskämpfen als Dritter für die Olympischen Spiele in Montreal. Dort gewann er mit seiner persönlichen Bestzeit von 48,69 s die Silbermedaille hinter seinem Landsmann Edwin Moses, der mit 47,63 s einen Weltrekord aufstellte, und vor Jewgeni Gawrilenko aus der Sowjetunion (49,45 s).